# Pascal Cognard
Pascal Cognard est un Champion du Monde de Pêche à la Mouche né le 1er janvier 1960 à Saint-Fons (Rhône). Il est le seul pêcheur français triple champion du monde individuel de sa spécialité (et triple champion du monde par équipes), licencié à la Fédération française de pêche à la mouche et au lancer (FFPML), membre du Groupement des Pêcheurs Sportifs de Lyon-centre. 
Il exerce la profession de Technicien au service Environnement de la mairie de Vénissieux. 
Il a été compétiteur durant 13 années en division 1 nationale, de 1988 à 2001, et a été membre de l'équipe de France seniors de 1994 à 2001.
Il devient ensuite conseiller technique de l'équipe de France A en 2002, puis capitaine de l'équipe de France B de 2004 à 2010.
Pascal obtient en 2002 et 2003 ses diplômes de Moniteur-Guide de Pêche à la Mouche (Brevet d'Etat et BP jeps)

## Pêcheur
- Champion du monde de pêche à la mouche individuel en 1994 (Norvège);
- Champion du monde de pêche à la mouche individuel en 1997 (États-Unis);
- Champion du monde de pêche à la mouche individuel en 2000 (Angleterre);
- Champion du monde de pêche à la mouche par équipes en 1997 (États-Unis);
- Champion du monde de pêche à la mouche par équipes en 2000 (Angleterre);
- Champion du monde de pêche à la mouche par équipes en 2001 (Suède);
- Vice-champion du monde de pêche à la mouche par équipes en 1996 (Tchéquie);
- Vice-champion du monde de pêche à la mouche par équipes en 1999 (Australie);
- 3e des championnats du monde individuels en 2001 (Suède);

## Entraîneur capitaine
- Champion d'Europe avec l'équipe de France B en 2009 (Irlande);
- 3e des championnats d'Europe par équipes en 2010 (France B; vice-champion Yannick Rivière).

## Site personnel
- Site personnel de Pascal Cognard.